# Minutenkennung
Als Minutenkennung von Zeitzeichen-Sendern wird eine spezielle Kodierung zur vollen Minute bezeichnet. Die fortlaufend gesendeten Sekundenpunkte werden durch ein längeres Signal bei "Sekunde Null" oder durch Entfallen des 59. Punktes markiert.
Zusätzlich können auch die volle Stunde gekennzeichnet und weitere Information kodiert werden, was z. B. beim deutschen DCF77-Sender der Fall ist.